# Quetodontídeos
Quetodontídeos (Chaetodontidae) são uma família de peixes da subordem Percoidei, superfamília Percoidea, encontrados ao redor de recifes de coral nos oceanos Atlântico, Índico e Pacífico, onde vivem geralmente aos pares ou pequenos cardumes. Outras espécies vivem vidas solitárias e em pequenos territórios.
A ciência conhece ao redor de 129 espécies distribuídas em 12 gêneros, sendo que o maior número de espécies pertence ao gênero Chaetodon.
Os peixes-borboleta se assemelham muito aos bem maiores peixes-anjo, da família Pomacanthidae, mas ao contrário destes, os peixes-borboleta não dispõem dos espinhos do preopérculo que encontramos nos peixes-anjo.

## Géneros
- Amphichaetodon
- Chaetodon
- Chelmon
- Chelmonops
- Coradion
- Forcipiger
- Hemitaurichthys
- Heniochus
- Johnrandallia
- Parachaetodon
- Prognathodes
- Roa